# کسرووینا
کسرووینا (به صربی: Keserovina) یک منطقهٔ مسکونی در صربستان است.